# Vicariato apostólico de Brunéi
El vicariato apostólico de Brunéi (en latín: Vicariatus Apostolicus Bruneien(sis) y en malayo: Kerasulan Vicariate Brunei) es una circunscripción eclesiástica latina de la Iglesia católica en Brunéi, inmediatamente sujeta a la Santa Sede. El vicariato apostólico es sede vacante desde el 29 de mayo de 2021.

## Territorio y organización
El vicariato apostólico tiene 5765 km² y extiende su jurisdicción sobre los fieles católicos de rito latino residentes en Brunéi.
La sede del vicariato apostólico se encuentra en la ciudad de Bandar Seri Begawan, en donde se halla la Procatedral de Nuestra Señora de la Asunción. 
En 2020 en el vicariato apostólico existían 3 parroquias.

## Historia
La prefectura apostólica de Brunéi fue erigida el 21 de noviembre de 1997 con la bula Constat in finibus del papa Juan Pablo II separando territorio de la diócesis de Miri.
El 20 de octubre de 2004 la prefectura apostólica fue elevada a vicariato apostólico con la bula Ad aptius consulendum de Juan Pablo II.
El 21 de enero de 2005 el vicario apostólico Cornelius Sim fue ordenado obispo, convirtiéndose en el primer obispo nativo de Brunéi. El 28 de noviembre de 2020 se convirtió en el primer cardenal del país.

## Estadísticas
De acuerdo al Anuario Pontificio 2021 el vicariato apostólico tenía a fines de 2020 un total de 16 957 fieles bautizados.
| Año                                                                             | Población            | Población | Población      | Sacerdotes | Sacerdotes    | Sacerdotes    | Bautizados por sacerdote | Diáconos permanentes | Religiosos | Religiosos | Parroquias |
| Año                                                                             | Bautizados católicos | Total     | % de católicos | Total      | Clero secular | Clero regular | Bautizados por sacerdote | Diáconos permanentes | Varones    | Mujeres    | Parroquias |
| ------------------------------------------------------------------------------- | -------------------- | --------- | -------------- | ---------- | ------------- | ------------- | ------------------------ | -------------------- | ---------- | ---------- | ---------- |
| 1999                                                                            | 21 000               | 314 400   | 6.7            | 2          | 1             | 1             | 10 500                   |                      | 1          |            | 3          |
| 2000                                                                            | 25 000               | 330 700   | 7.6            | 3          | 2             | 1             | 8333                     |                      | 1          |            | 3          |
| 2001                                                                            | 25 000               | 330 700   | 7.6            | 3          | 2             | 1             | 8333                     |                      | 1          |            | 3          |
| 2002                                                                            | 21 000               | 330 700   | 6.4            | 4          | 3             | 1             | 5250                     |                      | 1          | 2          | 3          |
| 2003                                                                            | 21 000               | 331 400   | 6.3            | 4          | 3             | 1             | 5250                     |                      | 1          | 2          | 3          |
| 2004                                                                            | 21 500               | 347 000   | 6.2            | 4          | 3             | 1             | 5375                     |                      | 1          | 2          | 3          |
| 2010                                                                            | 18 773               | 398 000   | 4.7            | 3          | 3             |               | 6257                     |                      |            | 1          | 3          |
| 2014                                                                            | 19 386               | 438 000   | 4.4            | 3          | 3             |               | 6462                     |                      |            |            | 3          |
| 2017                                                                            | 16 770               | 459 000   | 3.7            | 3          | 3             |               | 5590                     |                      |            |            | 3          |
| 2020                                                                            | 16 957               | 459 500   | 3.7            | 3          | 3             |               | 5652                     |                      |            |            | 3          |
| Fuente: Catholic-Hierarchy, que a su vez toma los datos del Anuario Pontificio. |                      |           |                |            |               |               |                          |                      |            |            |            |

## Episcopologio
- Cornelius Sim † (21 de noviembre de 1997-29 de mayo de 2021 falleció)
  - Sede vacante (desde 2021)